# Зомби-апокалипсис

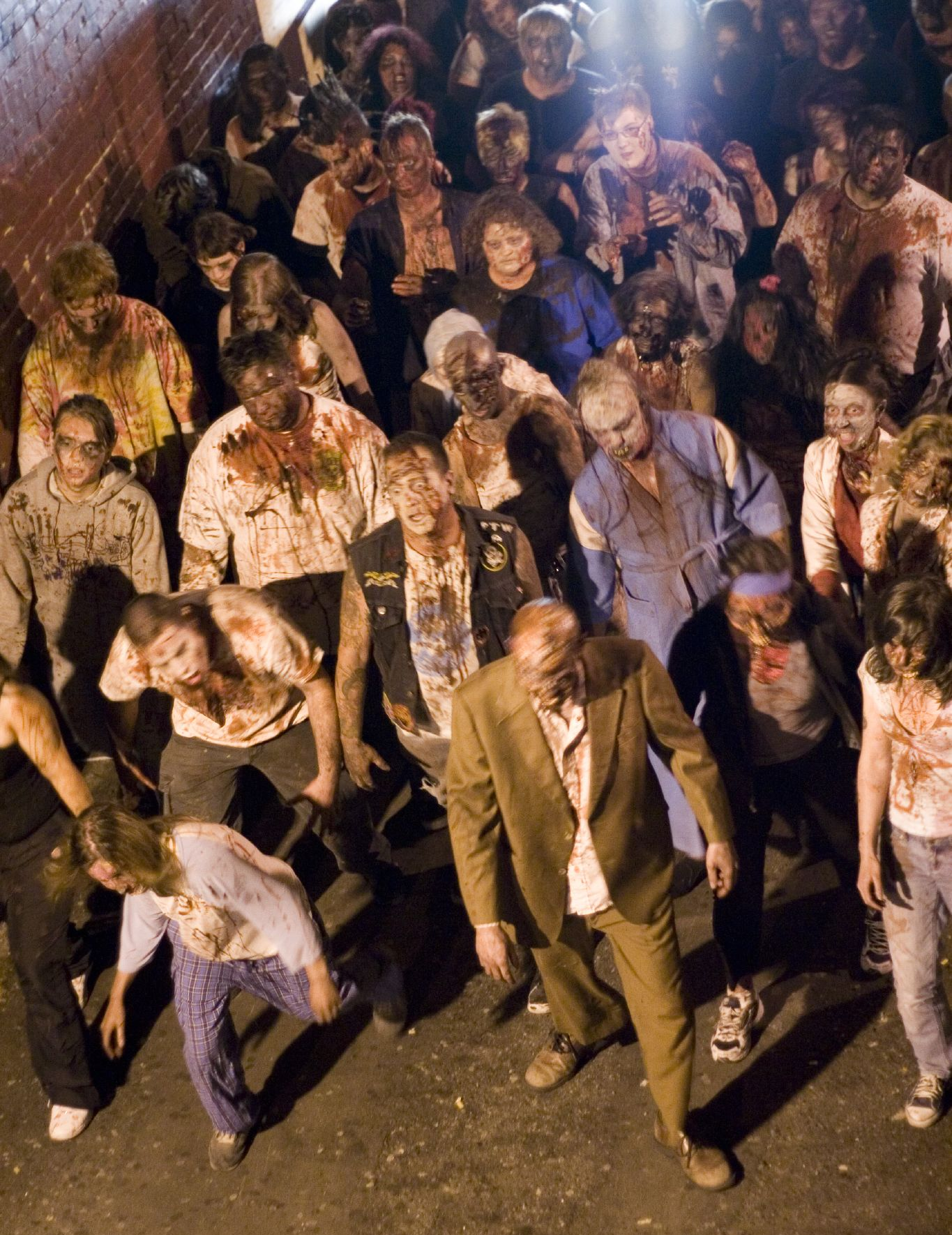
Группа актёров, переодетых в зомби, на съёмках фильма «Мясной рынок 3»

Зо́мби-апока́липсис — фантастический катастрофический жанр фильмов ужасов, литературы ужасов и компьютерных игр: пандемия, превращающая людей в агрессивных живых мертвецов-каннибалов и ведущая к коллапсу цивилизации. Представления о зомби и зомби-апокалипсисе с начала 2000-х годов стали бытовать не только как схема для фильмов определённого жанра, а как своеобразная универсальная модель, применимая ко множеству жанров и направлений массовой культуры.
Основополагающим для представлений о зомби-апокалипсисе стал постапокалиптический роман Ричарда Мэтисона «Я — легенда» (1954), где, однако, речь шла не о зомби, а о разумных вампирах — жертвах разносимой москитами «вампирической» инфекции. Зомби в их ставшем традиционном виде — как кровожадные живые мертвецы — были введены в малобюджетном фильме 1968 года «Ночь живых мертвецов», в котором несколько героев оказываются в загородном доме под осадой множества голодных зомби.

## Описание
Отдельные сценарии вымышленного зомби-апокалипсиса связывают нашествие зомби с неким патогеном, например передающимся от человека к человеку вирусом, уподобляя зомби-апокалипсис эпидемии реального инфекционного заболевания. Другие, ещё более фантастичные сценарии предполагают, что каждый умерший — от любых причин — человек превращается в зомби, одержимого желанием нападать на живых людей. Тем не менее укус со стороны зомби почти всегда приводит к смерти и последующему превращению в зомби, но в некоторых сценариях существует антидот, который может предотвратить превращение укушенного в зомби. Государственные службы, полиция и армия оказываются неспособными справиться с угрозой, и немногочисленные оставшиеся в живых вынуждены бороться за выживание в окружении множества зомби.
В условиях зомби-апокалипсиса предлагаются следующие рецепты выживания. Необходимо найти оружие и транспорт, чтобы покинуть место массового скопления людей и поселиться в безлюдном месте. Заблаговременно предлагается запастись едой, охотничье-рыболовным снаряжением, источниками огня, динамо-машинами, тёплой и защитной одеждой, а также медикаментами. В качестве содержимого «аварийного чемоданчика» предлагаются: вода, еда с большим сроком хранения, нож, скотч, радио на батарейках, мыло, полотенце, одеяла, аптечка.

## Интересные факты
В 2009 году канадские математики из Оттавского и Карлтонского университетов опубликовали в сборнике Infectious Disease Modelling Research Progress научную работу, посвящённую моделированию зомби-апокалипсиса как эпидемии необычного вида, где показали, что само существование гипотетической зомби-инфекции должно рано или поздно привести к крушению цивилизации. В статье было оговорено, что, несмотря на очевидную невероятность такого сценария, работа демонстрирует гибкость метода математического моделирования и его применимость к самому широкому кругу задач в биологии.
16 мая 2011 года в официальном блоге Центров по контролю и профилактике заболеваний США появилась написанная директором этого агентства, заместителем министра здравоохранения США контр-адмиралом Али Ханом шутливая инструкция по выживанию во время зомби-апокалипсиса. Представители агентства назвали вызвавшую крайний общественный интерес инструкцию шуткой, спровоцированной жалобами на то, что общество трудно заставить обратить внимание на призывы специалистов готовиться к реальным катастрофам.
К 2014 году Пентагон разработал план отражения атак зомби, особое внимание уделяя планам быстрой эвакуации из города.
Многочисленные противники ужесточения контроля над оборотом оружия в США ссылаются на зомби-апокалипсис, заявляя, что ограничивать ношение оружия нельзя, поскольку оно может понадобиться в экстренных ситуациях, когда «государство будет не в состоянии реагировать». Как раз для таких случаев Национальная стрелковая ассоциация даже устраивает слёты, на которых можно тренировать точность стрельбы на мишенях с изображением зомби. Альтернативу огнестрельному оружию придумал основатель компании Tesla Илон Маск — его огнемёты на случай зомби-апокалипсиса можно было купить без лицензии, а если оружие не сработает в бою против ходячего мертвеца, Маск обещал вернуть деньги. Первая и пока единственная партия была раскуплена за несколько часов.